# هاروكي يوشيدا
هاروكي يوشيدا (باليابانية: 吉田 晴稀) (مواليد 20 أبريل 2001) هو لاعب كرة قدم ياباني.

## وصلات خارجية
- هاروكي يوشيدا على موقع رابطة كرة القدم اليابانية للمحترفين (اليابانية)
- هاروكي يوشيدا على موقع قاعدة بيانات كرة القدم.إي يو (الإنجليزية)
- هاروكي يوشيدا على موقع Soccerway.com (الإنجليزية)
- هاروكي يوشيدا على موقع عالم كرة القدم.نت (الإنجليزية)